# Tatsuya Okamoto
Tatsuya Okamoto (岡本 達也 Okamoto Tatsuya?), född 19 september 1986 i Shizuoka prefektur, är en japansk fotbollsspelare.
Okamoto började sin karriär 2005 i Júbilo Iwata. Efter Júbilo Iwata spelade han för Mito HollyHock och Gainare Tottori. Han avslutade karriären 2014.